# Клайн, Франц
Франц Клайн (англ. Franz Kline; 23 мая 1910, Уилкс-Барре, Пенсильвания — 13 мая 1962, Нью-Йорк) — американский художник, представитель абстрактного экспрессионизма.

## Жизнь и творчество
Изучал искусство в Бостоне, Филадельфии и Лондоне. Вначале Ф. Клайн рисует настенную живопись и портреты, ориентируясь на работы «старых мастеров» — Веласкеса, Рембрандта и Мане. В конце 40-х годов XX столетия появляются его первые абстрактные полотна, бросающиеся в глаза своим широкоформатным, контрастным стилем. Художник ограничивает себя — дабы усилить впечатление у зрителя — исключительно чёрно-белым сочетанием красок, которые смешиваются до жидкостно-быстросохнущей концентрации, оставляющей видимым «письмо кисти».
Совместно с Марком Ротко, Виллемом де Кунингом, Джексоном Поллоком и Адольфом Готлибом, Франц Клайн в послевоенные годы создаёт Художественную школу в Нью-Йорке. С 1952 года он, совместно с некоторыми из этих художников, преподаёт в колледже Блэк Маунтин в Северной Каролине, а с 1954 года — в школе при Филадельфийском музее искусств. Впоследствии с успехом выставлялся в США и на Биеннале в Сан-Паулу и Венеции.
Искусство Ф. Клайна — благодаря разработанной им идее абстрактного форменного и цветового соответствия — гармонично в своей собственной, изобретённой художником действительности. При этом каждый шаг его кисти, что типично для абстрактного экспрессионизма, создаёт зримое впечатление от интеллектуального и физического вклада мастера.

## Избранные работы
- «Шеф», 1950, Нью-Йорк, Музей современного искусства
- «Мэрион», 1960, Лондон, галерея Тейт Модерн
- «Скрантон», 1960, Кёльн, музей Людвиг
- Без названия, 1957, Дюссельдорф, Художественное собрание земли Северный Рейн-Вестфалия.